# Jessica Fancy-Landry
Pour les articles homonymes, voir Fancy et Landry.
Jessica Elizabeth Grace Fancy-Landry  (née en 1983 ou 1984) est une femme politique canadienne de la Nouvelle-Écosse. Elle est députée fédérale libérale de la circonscription néo-écossaise de South Shore—St. Margarets depuis 2025,.

## Biographie
Née sur une ferme de champignons à Caledonia dans la municipalité de Queens en Nouvelle-Écosse,, Fancy-Landry complète deux masters à l'université Memorial de Terre-Neuve,.